# Ostorhinchus nigrofasciatus
Ostorhinchus nigrofasciatus är en fiskart som beskrevs av Lachner, 1953. Ostorhinchus nigrofasciatus ingår i släktet Ostorhinchus och familjen Apogonidae. Inga underarter finns listade i Catalogue of Life.
Ostorhinchus nigrofasciatus blir upp till 10 cm lång. I ryggfenan finns 8 taggstrålar och 9 mjukstrålar. Analfenan har 2 taggstrålar och 8 mjukstrålar. Typisk är breda svarta och smala gula längsstrimmor.
Denna fisk förekommer i tropiska delar av Indiska oceanen och Stilla havet från Röda havet, östra Afrika och Madagaskar över Sydostasien och Australien till Oceanien. Den dyker till ett djup av 50 meter. Exemplaren vistas nära klippor, korallrev och laguner. De lever vanligen i par. Äggen utvecklas inuti de vuxna djurens mun.
Flera exemplar fångas och säljs för akvarium. Hela populationen bedöms som stor. IUCN listar arten som livskraftig (LC).